# 安波街道
安波街道，是中华人民共和国辽宁省大連市普兰店区下辖的一个乡镇级行政单位。

## 行政区划
安波街道下辖以下地区：
安波社区、德胜村、米屯村、郑屯村、金鸡村、七道房村、太阳村、俭汤村、转山村和杨屯村。